# Прекобрдо
45°56′ пн. ш. 16°48′ сх. д. / 45.94° пн. ш. 16.80° сх. д.
Прекобрдо (хорв. Prekobrdo) — населений пункт у Хорватії, у Б'єловарсько-Білогорській жупанії у складі громади Ровище.

## Населення
Населення за даними перепису 2011 року становило 113 осіб.
Динаміка чисельності населення поселення: